# Ladruñán
Ladruñán es una localidad perteneciente al municipio de Castellote, en la provincia de Teruel, comunidad autónoma de Aragón, España. 

## Localización y población
Ladruñán está situada a una altitud de 735 metros, a unos 18 km de Castellote. Su población se encuentra repartida entre el núcleo urbano y las masías de La Algecira, Crespol, el Higueral y Latonar. En 2000 su población era de 25 habitantes y en 2020 había descendido a 13 habitantes.

## Geografía humana

### Demografía
| Gráfica de evolución demográfica de Ladruñán entre 1842 y 1960 |
| |
| Población de derecho según los censos de población del INE Población de hecho según los censos de población del INEEntre el censo de 1970 y el anterior, este municipio desaparece porque se integra en el municipio 44071 (Castellote) |

## Lugares de interés
Destaca la iglesia de Santa Bárbara, obra barroca del siglo XVIII de mampostería, con tres naves, cubierta la central con bóveda de arista y de medio cañón con lunetos y el crucero con cúpula. Coro alto. A los pies, en el lado del Evangelio, está la torre, con dos cuerpos, de mampostería. Lo que le da carácter son las pinturas populares de la segunda mitad del siglo XVIII, representando retablos. Aunque la iglesia fue despojada de sus muebles durante la guerra civil, conserva una interesante imagen de Santa Bárbara del siglo XVII de tamaño mediano.
Otras edificaciones son el antiguo ayuntamiento, profundamente transformado y el Convento de Nuestra Señora de los Desamparados, situado en un bello paraje, al abrigo de una gran cavidad que los Monjes Servitas utilizaron como monasterio antes de irse al de Cuevas de Cañart.
En las afueras del pueblo se encuentran tres interesantes conjuntos de arte rupestre levantino (Abrigo del Arquero, Friso del Pudial, Abrigo del Torico) y una cueva importante en la historia: la cueva Cambriles (refugio durante la Guerra Civil).